# Arwen Humphreys
 (décembre 2024).
Si vous disposez d'ouvrages ou d'articles de référence ou si vous connaissez des sites web de qualité traitant du thème abordé ici, merci de compléter l'article en donnant les références utiles à sa vérifiabilité et en les liant à la section « Notes et références ».
Arwen Humphreys, née le 13 octobre 1976 à Toronto (Canada), est une actrice et productrice canadienne.

## Filmographie

### Télévision
- 1996 : Kung Fu, la légende continue : Nicole (saison 4, épisode 15)
- 2008 - présent : Les Enquêtes de Murdoch : Margaret Brackenreid[1] (récurrente)
- 2014 : Remedy : Alison Pears (saison 1, épisode 10)
- 2014 : Rookie Blue : Infirmière Kristy (saison 5, épisode 9)
- 2014 : Saving Hope : Au-delà de la médecine : Policière #2 (saison 3, épisode 10)
- 2016 : La Galaxie d'art : Ruby (voix - 3 épisodes)
- 2022 : Run the Burbs : Nicole (saison 1, épisode 2)

### Téléfilms
- 2006 : Le Berceau du mensonge : La serveuse
- 2010 : Quand l'amour ne suffit plus : L'Histoire de Lois Wilson : Une patiente de Bellevue
- 2016 : Dans l'enfer des flammes (Deadly Inferno) : Lauren
- 2023 : Qui a tué ma mère ? (The Plot to Kill My Mother) : Jackie
- 2024 : The Daughter I Gave Away : Billie

### Courts métrages
- 2003 : Mary de Kat Germain et elle-même : La femme avec trop d'informations
- 2015 : Last Watch de Adrian Morphy et Jana Stackhouse : Sarah Davis

## Voix françaises
- Marie-Laure Dougnac dans Les Enquêtes de Murdoch
- Marjorie Frantz dans Qui a tué ma mère ?